# Liste der Baudenkmäler in Ruppichteroth
Die Liste der Baudenkmäler in Ruppichteroth enthält die denkmalgeschützten Bauwerke auf dem Gebiet der Gemeinde Ruppichteroth im Rhein-Sieg-Kreis in Nordrhein-Westfalen (Stand: Juni 2021). Diese Baudenkmäler sind in der Denkmalliste der Gemeinde Ruppichteroth eingetragen; Grundlage für die Aufnahme ist das Denkmalschutzgesetz Nordrhein-Westfalen (DSchG NRW).

| Bild                                                                       | Bezeichnung | Lage                                                           | Beschreibung | Bauzeit              | Eingetragen seit | Denkmal- nummer |
| -------------------------------------------------------------------------- | --- | -------------------------------------------------------------- | ------------ | -------------------- | ---------------- | --------------- |
|                                                                            | Fachwerkhof | Kammerich Dorfstraße 13                                        |              | 18. Jahrhundert      |                  | 1               |
| Burgruine Herrenbröl                                                       | Burgruine Herrenbröl | Herrenbröl                                                     |              |                      |                  | 2               |
| Votivkreuz                                                                 | Votivkreuz | Stockum Gemarkung Dehrenbach, Flur 1, Flurstück Nr. 130 Karte  |              |                      |                  | 3               |
|                                                                            | Votivkreuz | Broscheid Gemarkung Bröl, Flur 5, Flurstück Nr. 52             |              | 1823                 |                  | 4               |
| Wegekapelle (Marienkapelle)                                                | Wegekapelle (Marienkapelle) | Kuchem Gemarkung Velken, Flur 19, Flurstück Nr. 1              |              |                      |                  | 5               |
|                                                                            | Votivkreuz | Gießelbach Gemarkung Ruppichteroth, Flur 5, Flurstück Nr. 308  |              |                      |                  | 6               |
|                                                                            | Votivkreuz | Broscheid Gemarkung Bröl, Flur 5, Flurstück Nr. 24             |              | 1878                 |                  | 7               |
|                                                                            | Votivkreuz | Hodgeroth An den Erlen                                         |              |                      |                  | 8               |
|                                                                            | Fachwerkständerbau mit Scheune | Bröleck Felderhofer Straße 6                                   |              | 18. Jahrhundert      |                  | 9               |
|                                                                            | Fachwerkbau | Schönenberg Bergstraße 13                                      |              | 19. Jahrhundert      |                  | 10              |
| Eichen-Votivkreuz am Rennenberg                                            | Eichen-Votivkreuz am Rennenberg | Schreckenberg Gemarkung Winterscheid, Flur 1, Flurstück Nr. 30 |              | 1786                 |                  | 11              |
|                                                                            | Fachwerkhof | Winterscheiderbröl Winterscheider Straße 7                     |              |                      |                  | 12              |
| Altbau Grundschule Winterscheid                                            | Altbau Grundschule Winterscheid | Winterscheid Pastoratsstraße 2                                 |              |                      |                  | 13              |
| Prozessionsaltar am Silberberg                                             | Prozessionsaltar am Silberberg | Winterscheid Silberberg                                        |              |                      |                  | 14              |
|                                                                            | Wegekreuz | Dörgen Gemarkung Ruppichteroth, Flur 3, Flurstück Nr. 190      |              |                      |                  | 15              |
|                                                                            | Eichen-Wegekreuz mit figürlichen Motiven                                                                                               | Hänscheid Kreuzstraße                                          |              | 1825                 |                  | 16              |
|                                                                            | Wegekreuz | Büchel Alte Schule/Schulweg                                    |              |                      |                  | 17              |
|                                                                            | ehemalige Volksschule (Schulgebäude und Sanitärtrakt)                                                                                  | Hambuchen Hambuchener Straße 17                                |              |                      |                  | 18              |
| weitere Bilder                                                             | Fachwerkbau, ehemal. Landschulheim, einschl. Teil der Einfriedungsmauer                                                                | Ruppichteroth Burgstraße 28                                    |              |                      |                  | 19              |
| weitere Bilder                                                             | Katholische Pfarrkirche St. Servatius in Winterscheid                                                                                  | Winterscheid                                                   |              |                      |                  | 20              |
| Votivkreuz                                                                 | Votivkreuz | Hatterscheid Am Hofgarten                                      |              |                      |                  | 21              |
|                                                                            | Votivkreuz | Fußhollen Mertener Straße / Zum Hofbach                        |              |                      |                  | 22              |
|                                                                            | Wohnstallhaus | Hambuchen Hambuchener Straße 9                                 |              | 18. Jahrhundert      |                  | 23              |
| Fachwerkbau                                                                | Fachwerkbau | Ruppichteroth Huppach 16                                       |              | 1758                 |                  | 24              |
| weitere Bilder                                                             | Fachwerkbau | Ruppichteroth Zum Sperber 1                                    |              |                      |                  | 25              |
| Fachwerkbau („Haus Schorn“)                                                | Fachwerkbau („Haus Schorn“) | Ruppichteroth Burgstraße 30 + 32                               |              |                      |                  | 26              |
|                                                                            | Backhaus („Backes“) | Hove Nebengebäude „Hover Weg 9“                                |              | 1877                 |                  | 27              |
| bruchsteinerne ehemal. Pastorat                                            | bruchsteinerne ehemal. Pastorat | Winterscheid Pastoratsstraße 3                                 |              | 1902                 |                  | 28              |
| Fachwerk-Stockwerkbau (ohne Nebengebäude)                                  | Fachwerk-Stockwerkbau (ohne Nebengebäude)                                                                                              | Winterscheid Hauptstraße 27                                    |              | um 1800              |                  | 29              |
| Fachwerk-Stockwerkbau                                                      | Fachwerk-Stockwerkbau | Winterscheid Hauptstraße 55                                    |              | 1716                 |                  | 30              |
| Kapelle „Am Wasserberg“                                                    | Kapelle „Am Wasserberg“ | Ruppichteroth Am Wasserberg 2                                  |              |                      |                  | 31              |
| weitere Bilder                                                             | katholische Pfarrkirche „St. Severin“                                                                                                  | Ruppichteroth Burgstraße 34                                    |              |                      |                  | 32              |
| Fachwerkbau                                                                | Fachwerkbau | Ruppichteroth Marktstraße 6                                    |              |                      |                  | 33              |
|                                                                            | Wegestock/Wegekapellchen | Ruppichteroth Buchenweg                                        |              | 1863                 |                  | 34              |
|                                                                            | jüdische Friedhofsanlage | Ruppichteroth Herchener Straße                                 |              |                      |                  | 35              |
|                                                                            | Fachwerkbau | Ruppichteroth Wilhelmstraße 25                                 |              | um 1900              |                  | 36              |
|                                                                            | Votivkreuz | Schönenberg Am Kirchberg                                       |              | 1822                 |                  | 37              |
| Wegekapelle                                                                | Wegekapelle | Oberlückerath Zum Heisterstück                                 |              | 1703                 |                  | 38              |
| weitere Bilder                                                             | katholische Pfarrkirche „St. Maria Magdalena“                                                                                          | Schönenberg Am Kirchberg 2                                     |              |                      |                  | 39              |
|                                                                            | Wegekapelle | Oeleroth Kapellenweg                                           |              | 1796                 |                  | 40              |
|                                                                            | Scheune | Hänscheid Kreuzstraße                                          |              |                      |                  | 41              |
|                                                                            | Fachwerkständerbau | Millerscheid Millerscheid 7 + 9                                |              | Ende 18. Jahrhundert |                  | 42              |
|                                                                            | Fachwerkständerbau | Ruppichteroth Marktstraße 8                                    |              |                      |                  | 43              |
| Fachwerkständerbau                                                         | Fachwerkständerbau | Ruppichteroth Schustergasse 1                                  |              |                      |                  | 44              |
|                                                                            | Wegekreuz | Jünkersfeld Gemarkung Ruppichteroth, Flur 14, Flurstück Nr. 26 |              | 1881                 |                  | 45              |
|                                                                            | Fachwerkbau | Winterscheiderbröl Im Höfchen 13 + 15                          |              |                      |                  | 46              |
| evangelische Kirche                                                        | evangelische Kirche | Ruppichteroth Burgstraße 10                                    |              | 1683/1765            |                  | 47              |
| Wegekreuz                                                                  | Wegekreuz | Litterscheid Zur Römerstraße                                   |              | 1891                 |                  | 48              |
|                                                                            | ehemal. Evangelische Schule (Schulbau mit Klassenraum u. Lehrerwohnung von 1895, Schuppenanbau aus Grauwacke, Kriegerdenkmal von 1953) | Bölkum Bölkum 2                                                |              |                      |                  | 49              |
| Fachwerkständerbau                                                         | Fachwerkständerbau | Winterscheid Hauptstraße 23                                    |              |                      |                  | 50              |
| ehemal. Evangelische Schule                                                | ehemal. Evangelische Schule | Ruppichteroth Burgstraße 14                                    |              |                      |                  | 51              |
| Alte Kornbrennerei (Fabrikationsgebäude 1907 und Fachwerkwohnhaus 19. Jh.) | Alte Kornbrennerei (Fabrikationsgebäude 1907 und Fachwerkwohnhaus 19. Jh.)                                                             | Bröleck Felderhofer Brücke 4 + 6                               |              |                      |                  | 52              |
|                                                                            | Hochkreuz | Bacherhof Gemarkung Ruppichteroth, Flur 7, Flurstück Nr. 430   |              |                      |                  | 53              |
| ehemaliges Wohnstallhaus                                                   | ehemaliges Wohnstallhaus | Harth Zu den Linden 9                                          |              | 1748                 |                  | 54              |
| Petruskapelle                                                              | Petruskapelle | Winterscheid Nähe Tennisplatz                                  |              |                      |                  | 55              |
| Agathakapelle                                                              | Agathakapelle | Winterscheid Ecke Hauptstraße/Ringstraße                       |              |                      |                  | 56              |
|                                                                            | Friedhofskreuz | Winterscheid Pastoratsstraße                                   |              | 1836                 |                  | 57              |
| weitere Bilder                                                             | Wendelinuskapelle | Winterscheid Wendelinusstraße                                  |              |                      |                  | 58              |
|                                                                            | Wegekreuz | Reiferscheid Gemarkung Bröl, Flur 5, Flurstück Nr. 94          |              | 1910                 |                  | 59              |
| St.-Laurentius-Kapelle                                                     | St.-Laurentius-Kapelle | Beiert Gemarkung Bröl, Flur 10, Flurstück Nr. 46               |              | 19. Jahrhundert      |                  | 60              |
| Fachwerkbau                                                                | Fachwerkbau | Ruppichteroth Burgstraße 20                                    |              |                      |                  | 61              |
| ehemaliges Evangelisches Pfarrhaus                                         | ehemaliges Evangelisches Pfarrhaus | Ruppichteroth Burgstraße 12                                    |              |                      |                  | 62              |
|                                                                            | Fachwerkgebäude | Oeleroth Oelerother Straße 26                                  |              | 19. Jahrhundert      |                  | 63              |
| Brunnen                                                                    | Brunnen | Winterscheid Ecke Herrnsteinstraße/Ringstraße                  |              |                      |                  | 64              |
|                                                                            | Brunnen | Winterscheid Am Altenhof 5                                     |              |                      |                  | 65              |
|                                                                            | Brunnen | Winterscheid Am Altenhof 7                                     |              |                      |                  | 66              |
|                                                                            | Hofanlage Bacherhof (Wohnhaus mit Fachwerkscheune)                                                                                     | Bacherhof Bacherhof 1                                          |              |                      |                  | 67              |
| weitere Bilder                                                             | ehemalige Jüdische Synagoge | Ruppichteroth Wilhelmstraße 2                                  |              |                      |                  | 68              |
|                                                                            | Fachwerkständerbau | Kuchem Zum Lindenthal 6                                        |              |                      |                  | 69              |
| Teilstück der Einfriedungsmauer                                            | Teilstück der Einfriedungsmauer | Ruppichteroth Burgstraße                                       |              |                      |                  | 70              |
|                                                                            | Fachwerkständerbau mit ehemal. Stallgebäude                                                                                            | Oeleroth Holunderweg 8                                         |              |                      |                  | 71              |
|                                                                            | Hofanlage „Beierterhof“ (Forsthaus Beiert mit zwei Fachwerkscheunen)                                                                   | Beiert Beiert 2                                                |              |                      |                  | 72              |
|                                                                            | Pulvermühle (Wohngebäude sowie ein Teil eines Nebengebäudes)                                                                           | Pulvermühle Pulvermühle 1 + 2                                  |              |                      |                  | 73              |
|                                                                            | sog. Bröltalhaus (ehemaliges Jüdisches Übernachtungsheim)                                                                              | Schönenberg Brückenstraße 6 (Teilbestand)                      |              |                      |                  | 74              |
| weitere Bilder                                                             | Burg Herrnstein (Hauptburg mit Vorburg)                                                                                                | Herrnstein Herrnstein 1–4 Karte                                |              |                      |                  | 75              |